# 1604 Tombaugh
Tombaugh è un asteroide della fascia principale del diametro medio di circa 32,33 km. Scoperto nel 1931, presenta un'orbita caratterizzata da un semiasse maggiore pari a 3,0251182 UA e da un'eccentricità di 0,0960208, inclinata di 9,37957° rispetto all'eclittica.
Stanti i suoi parametri orbitali, è considerato un membro della famiglia Eos di asteroidi.
L'asteroide è dedicato all'astronomo statunitense Clyde Tombaugh.